# Rupt-sur-Saône
Rupt-sur-Saône település Franciaországban, Haute-Saône megyében. Lakosainak száma 106 fő (2022. január 1.). Rupt-sur-Saône Confracourt, Chantes, Fédry, Ovanches, Scey-sur-Saône-et-Saint-Albin és Vy-lès-Rupt községekkel határos.

## Népesség
A település népessége az elmúlt években az alábbi módon változott:
| Lakosok száma | 117  | 114  | 119  | 111  | 109  | 107  | 106  | 105  | 106  |
|               | 2013 | 2015 | 2016 | 2017 | 2018 | 2019 | 2020 | 2021 | 2022 |